# Río Serpis
Der insgesamt etwa 75 km lange Río Serpis (katalanisch Riu Serpis, seltener auch Riu Alcoi) ist ein Küstenfluss in den Provinzen Alicante und Valencia im Hinterland der Costa del Azahar in der Valencianischen Gemeinschaft im Südosten Spaniens.

## Verlauf
Der in seinem Oberlauf auch Ríu Polop genannte Fluss entspringt im Naturpark Carrascal de la Font Roja im Westen der Provinz Alicante. Er kann nach heftigen oder langanhaltenden Regenfällen deutlich anschwellen, versorgte aber andererseits die ehemals bedeutende Industriestadt Alcoy mit ausreichend Wasser. Er fließt mäandrierend in nordöstliche Richtungen und mündet schließlich bei der Küstenstadt Gandia ins Mittelmeer.

## Stausee
- Barranc d’Almudaina y Planes

## Orte am Fluss
- Alcoi / Alcoy
- L’Alqueria d’Asnar / Alquería de Aznar
- Alcosser / Alcocer de Planes
- L’Orxa / Lorcha
- Vilallonga / Villalonga
- Potries / Potríes
- Gandia / Gandía